# Lâu đài ở Smoleń
Lâu đài ở Smoleń (tiếng Ba Lan: Zamek w Smoleniu) là tàn tích của một lâu đài thuộc địa phận làng Smoleń, xã Pilica, thị trấn Pilica, huyện Zawierciański, tỉnh Śląskie, Ba Lan. Tàn tích lâu đài nằm ở vùng cao Kraków-Częstochowa. Công trình xây dựng này có tên trong Sổ đăng ký các di tích của Viện Di sản Quốc gia Ba Lan.

## Lịch sử
Văn bản lịch sử đầu tiên đề cập đến lâu đài có niên đại vào năm 1394. Vào cuối thế kỷ 14 - đầu thế kỷ 15, chủ nhân của lâu đài là Elżbieta Pilecka-Granowska, vợ thứ 3 của vua Władysław Jagiełło. Từ năm 1414, lâu đài lần lượt trở thành tài sản của gia đình Leliwit, gia đình Pilecki và gia đình Padniewski.
Trong sự kiện Đại hồng thủy, lâu đài bị người Thụy Điển tàn phá vào năm 1655. Năm 1797, người Áo cũng góp phần tàn phá lâu đài này với việc sử dụng đá từ các bức tường lâu đài để xây dựng một phòng hải quan ở Smoleń.
Trong các thập niên 1950 và 1960, các nghiên cứu kiến trúc sơ bộ đã được thực hiện tại khu vực tàn tích lâu đài. Thủ tục đấu thầu để bảo tồn các bức tường của lâu đài bắt đầu vào năm 2012. Du khách có thể tham quan lâu đài từ năm 2015.

## Hình ảnh

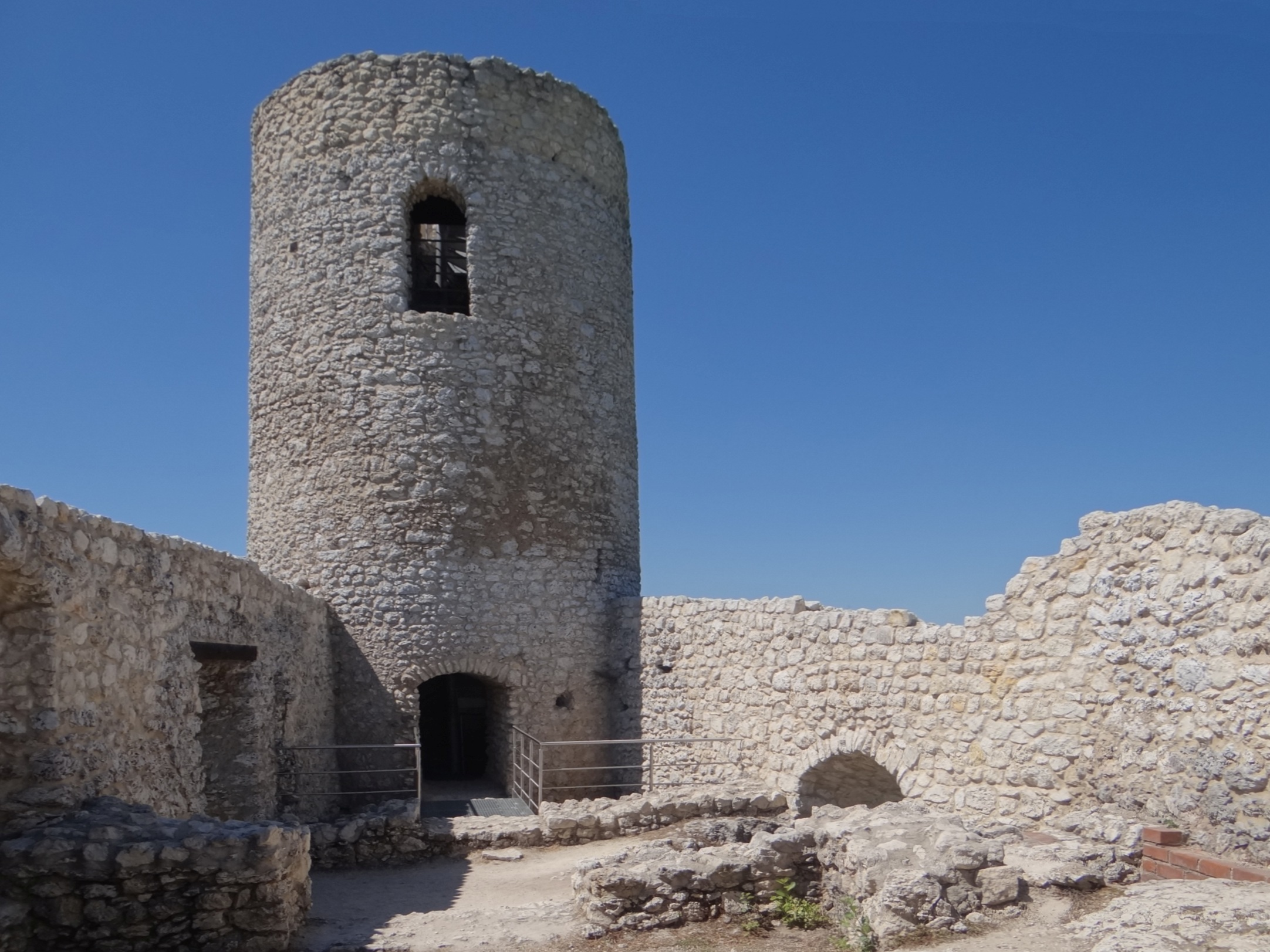
Tháp lâu đài (2018)
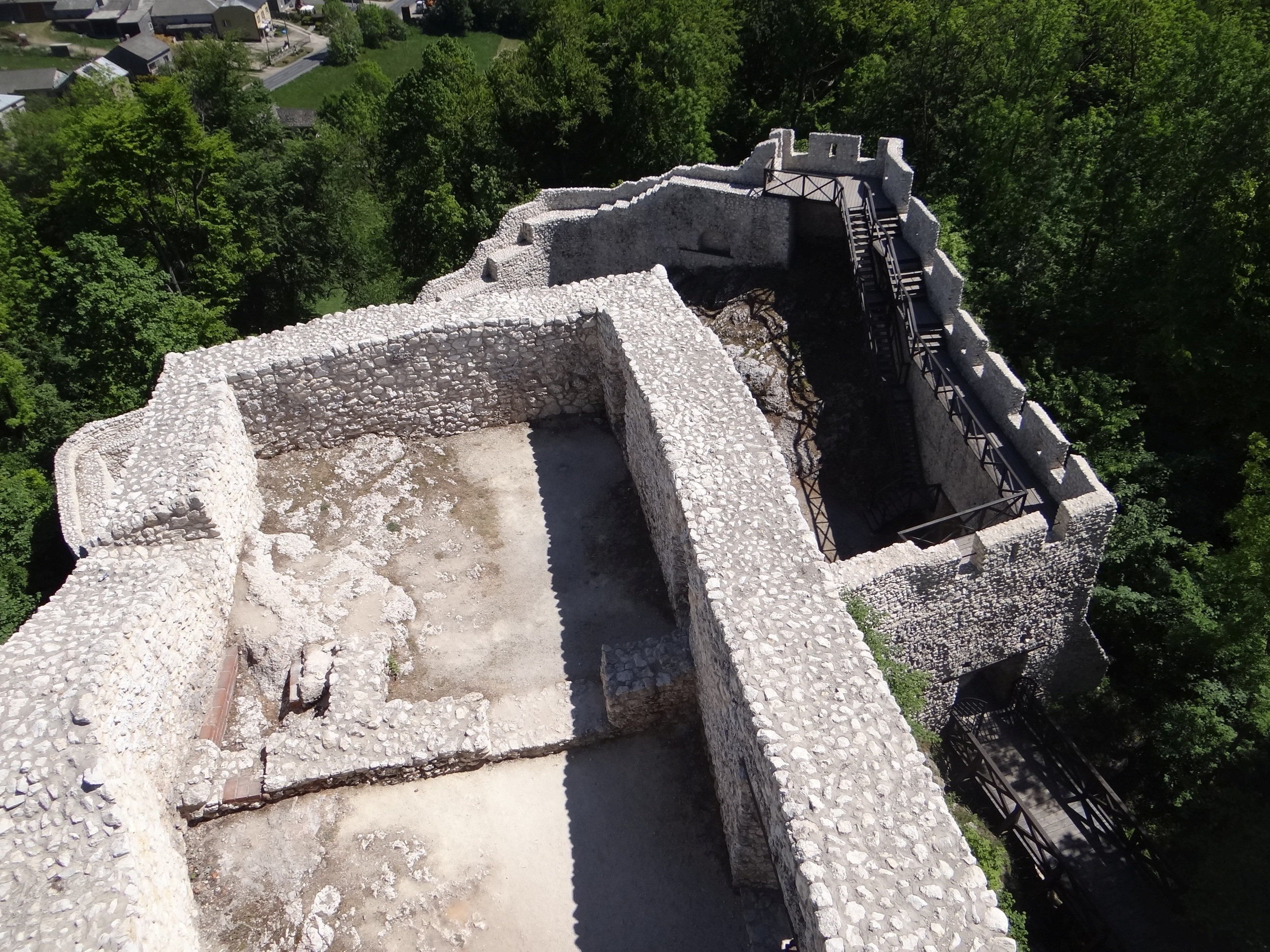
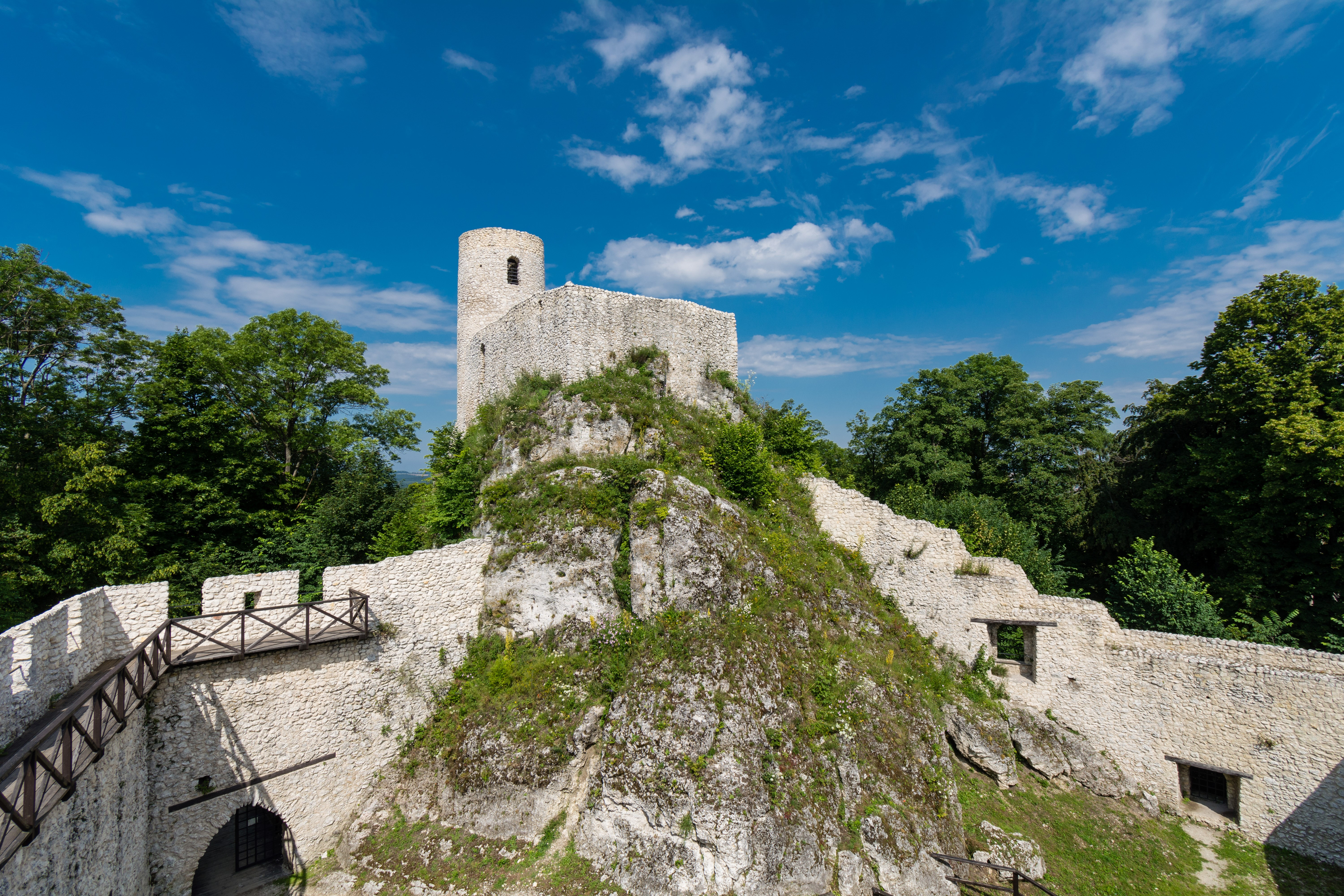